# Kaán János
Kaán János (Tolna, 1828. december 12. – Esztergom, 1912. március 22.) igazgató-tanár.

## Élete
A szüleit hároméves korában elvesztette s rokonai Bécsbe vitték, honnét csak reáliskolai s technikai tanulmányainak befejeztével 1845-ben tért vissza hazájába. Pesten megismerkedett Orlay Petrich Soma akadémiai festővel, kinek vezetése alatt kezdett a festészettel foglalkozni; 1846-ban ugyanott a Marastoni festészeti akadémiáját látogatta, honnan festészeti tanulmányainak folytatása végett Bécsbe a Waldmüller tanár vezetése alatt álló mesteriskolába ment. Az 1848-as események visszahozták őt Budapestre, hol 1857-ig mint festő s rajztanár működött. Ezen idő alatt Szabóky Alajos piarista tanárral együtt a legény-egyletet szervezték; ezen egyletben egy évig díjtalanul tanította a rajzot. 1857-ben a mértani rajzból tanári vizsgát tett és ezen év őszén az akkor alapított esztergomi reáliskolához rajz- és mértan tanárrá kineveztetett és azóta ott működik. Miután ott több rajztanár nem volt, az elemi iskola IV. osztályában tanított és vasárnap délelőtt a mesterinasokat 16 évig díjtalanul tanította s 1870-ig az esztergomi érseki képző-intézetnek is rajztanára volt. Szabad ideje alatt oltárképeket, arcképeket és kisebb tájképeket festett. E téren nevezetes alkotása a Forgáchok családfájának összeállítása s ennek alapján a családi képtár létesítése, melyhez a család tagjairól 40 életnagyságú képet festett. A szőlőtermelés nemesítését is tanulmányozta, mely által borkivitelünk fokozását célozta s e tárgyról több cikksorozatot írt az esztergomi hírlapokba. 1866-ban alapította az esztergomi ipar- és segélyegyletet. 1879-ben Trefort Ágoston fölszólítására, ki akkor rövid ideig földmívelési s kereskedelmi miniszter is volt, alapította az esztergomi szőlőszeti s borászati egyletet, melynél, mint másodigazgató működött. Közreműködött az árvaintézet alapítása, a propeller-társulat létesítése, a betegsegélyzőpénztár berendezése körül. 1886-ban ő felsége a Ferencz József lovagrenddel tüntette ki.

## Munkái
1. A szőllőmoly (Cochylis Roserana. Leun.) és annak kártékony volta szőllő-termésünkre. Népszerű értekezés. Esztergom, 1877. (Különnyomat az esztergomi alreáliskola Értesítőjéből.)
2. A szőlőtetű (Phylloxera Vastatrix). Népszerű értekezés. Uo. 1881.
3. Támaszok és oszlopok. Uo. 1889. (Előbb az esztergomi iparos tanoncziskola Értesítőjében.)
4. Az esztergomi kereskedelmi és iparbank keletkezésének vázlatos története. Uo. 1893.